# 奥讷 (阿登省)
奥讷（法語：Osnes，法語發音：[on]）是法国大東部大區阿登省的一个市镇，属于色当区。

## 地理
奥讷（49°39'20"N, 5°9'45"E）面积5.89 平方千米，位于法国大東部大區阿登省，该省份为法国北部内陆省份，西接埃纳省，南至马恩省，东临默兹省，北与比利时接壤。
与奥讷接壤的市镇（或旧市镇、城区）包括：卡里尼昂、马通和克莱芒西、梅桑库尔、皮尔、萨希、泰泰涅。

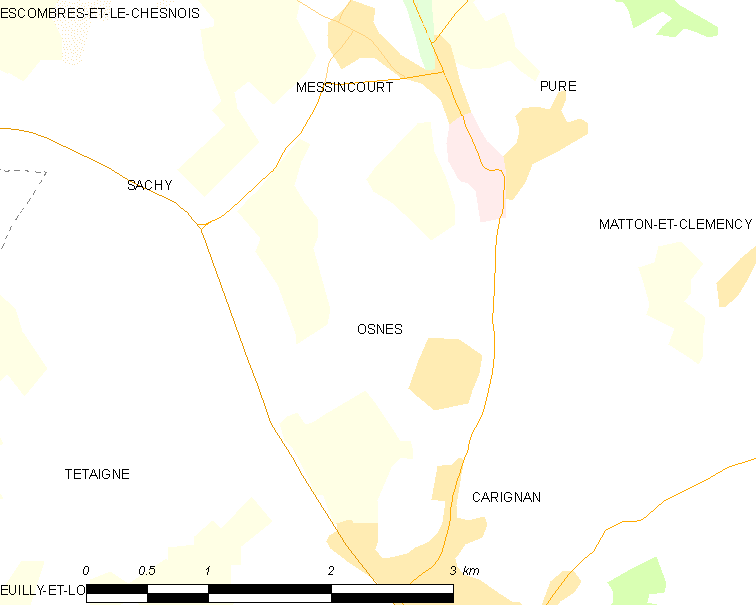
的OSM定位图

奥讷的时区为UTC+01:00、UTC+02:00（夏令时）。

## 行政
奥讷的邮政编码为08110，INSEE市镇编码为08336。

## 政治
奥讷所属的省级选区为卡里尼昂县。

## 人口

1962-2008年间人口变化图示

奥讷于2022年1月1日时的人口数量为229人。